# The Lightning Field
The Lightning Field (lit., 'El campo luminoso') es una obra de land art realizada en 1977 por el escultor Walter De Maria en el condado de Catron, Nuevo México, al suroeste de los Estados Unidos. Se compone de 400 postes de acero inoxidable con puntas afiladas, sólidas, dispuestas en una malla rectangular de 1 milla × 1 kilómetro, cuya finalidad es actuar como parrarayos, atrayendo los rayos de tormenta.
La obra fue encargada por la Dia Art Foundation, que también se ocupa de su mantenimiento. De María —y sus ayudantes Robert Fosdick y Helen Winkler fueron los principales— recorrieron California, Nevada, Utah, Arizona y Texas en camión durante más de cinco años antes de seleccionar el sitio, a unos 18,5 km al este de la divisoria continental, a una altitud de 7200 pies. 